# Чайка мала
Чайка мала (Vanellus lugubris) — вид птахів родини сивкових (Charadriidae).

## Поширення
Вид досить поширений в Африці південніше Сахари. Середовище проживання включає морське узбережжя, береги озер і річок, вологі луки, відкриті савани з низькорослими травами.

## Опис
Птах завдовжки від 22 до 26 см і вагою від 100 до 140 г. Він має чітко окреслену невелику білу пляму на лобі, вузьку чорну облямівку сірої смуги на грудях, помітне жовтувате кільце на оці та короткий чорний дзьоб. Зверху видно легке зеленувате мерехтіння. Ноги тьмяно-червонувато-коричневі. У польоті помітний білий край заднього крила, вторинні та внутрішні первинні крила білі. Статі не відрізняються.

## Спосіб життя
Раціон складається з комах, інших дрібних безхребетних і насіння рослин. Трапляється парами або невеликими групами, у період розмноження також більшими групами. Сезон розмноження триває з березня по травень у Сьєрра-Леоне, з червня по вересень у Габоні, з липня по листопад у Східній Африці. Моногамний. Від 3 до 4 тьмяно-оливково-коричневих і яскраво-чорних плямистих яєць відкладають у неглибоке заглиблення на землі. Інкубація триває 27-28 днів.